# Principes iuventutis
Il termine Principes iuventutis (principi della gioventù) fu usato per indicare Lucio Cesare e Gaio Cesare, figli di  Marco Vipsanio Agrippa e di Giulia maggiore, l'unica figlia di Augusto avuta con Scribonia nel primo matrimonio. 
Furono adottati da Augusto dopo la morte di Agrippa (12 a.C.) e nominati consoli. Dopo la loro morte nel 2 e 4 d.C., entrambi furono divinizzati e nominati "Principi della Gioventù" (Principes Iuventutis). In loro onore furono eretti templi e statue (come la Maison Carrée a Nîmes). Il titolo di Princeps iuventutis fu concesso anche a Tiberio Gemello dal cugino Caligola.

## Elenco di Principes iuventutis
- Gaio Cesare
- Lucio Cesare
- Tiberio Gemello